# Ander García
Ander García Urbina (Vergara, 5 de abril de 1989) es un baloncestista español, que ocupa la posición de escolta en el club ABN de Francia.

## Trayectoria deportiva
Formado en la cantera del Caja Laboral, donde evolucionó durante cinco años, llegando a su primer equipo y siendo parte del equipo en la liga que el Baskonia ganó en el año 2008. A partir de ahí, Alicante, Cambados y otra vez Baskonia.
En 2010, Ander vuelve al primer plantel baskonista, en el que debutó en la campaña 2007/08 bajo las órdenes de Neven Spahija compartiendo los laureles de un histórico triplete en la Supercopa, Copa del Rey y Liga ACB. Posteriormente, y antes de recalar en Cambados, militó en el Archena de LEB Bronce y el Alicante B de EBA, filial del Meridiano de la ACB con el que se entrenaba a diario. García regresa al Baskonia como plan B tras el intento frustrado del conjunto vasco de fichar al base Carlos Cabezas, campeón del mundo con la selección española en el 2006 junto a Gasol y compañía.
Más tarde, jugaría en las divisiones inferiores del baloncesto español, pasaría por Oñate, vuelta a Cambados y Zornotza durante dos años.
En verano de 2016, firma un contrato con el Iraurgi SB para jugar en LEB Plata y con el que conseguiría el ascenso a LEB Oro, el equipo de Azpeitia completaría una gran campaña en Plata. Oro.

## Palmarés
- 2007-08. Caja Laboral. Supercopa. Campeón
- 2007-08 Copa del Rey ACB. Vitoria. Tau Cerámica. Subcampeón.
- 2007-08. Caja Laboral. ACB. Campeón